# Liste des édifices labellisés « Patrimoine du XXe siècle » de La Réunion
Cet article recense les monuments historiques protégés au titre du label « Patrimoine du XXe siècle » du département de La Réunion, en France.

## Liste
| Monument                    | Commune      | Adresse                                      | Coordonnées                      | Notice         | Protection | Date | Illustration                |
| --------------------------- | ------------ | -------------------------------------------- | -------------------------------- | -------------- | ---------- | ---- | --------------------------- |
| Chapelle Sainte-Marguerite  | Petite-Île   | 37, rue Maxime-Payet                         | 21° 22′ 10″ sud, 55° 34′ 38″ est | « PA97400132 » | Inscrit    | 2015 | Chapelle Sainte-Marguerite  |
| Cimetière du Père Raimbault | Saint-Denis  | Chemin du Père-Raimbault, Saint-Bernard      | 20° 54′ 23″ sud, 55° 24′ 02″ est | « PA97400134 » | Inscrit    | 2015 | Image manquante Téléverser  |
| Léproserie de Saint-Bernard | Saint-Denis  | 146, chemin du Père-Raimbault, Saint-Bernard | 20° 54′ 28″ sud, 55° 24′ 04″ est | « PA97400135 » | Inscrit    | 2015 | Léproserie de Saint-Bernard |
| Maison Boyer-Vidal          | Saint-Denis  | 72, rue Roland-Garros                        | 20° 52′ 55″ sud, 55° 27′ 17″ est | « PA97400136 » | Inscrit    | 2015 | Image manquante Téléverser  |
| Bain Bœuf                   | Saint-Paul   | L'Éperon                                     | 21° 02′ 40″ sud, 55° 15′ 19″ est | « PA97400137 » | Inscrit    | 2015 | Bain Bœuf                   |
| Hangar Fillod               | Saint-Paul   | La Saline                                    | 21° 04′ 44″ sud, 55° 16′ 32″ est | « PA97400143 » | Inscrit    | 2016 | Hangar Fillod               |
| Immeuble Beldame            | Saint-Pierre | 10, rue Méziaire-Guignard                    | 21° 20′ 30″ sud, 55° 28′ 41″ est | « PA97400138 » | Inscrit    | 2015 | Image manquante Téléverser  |